# 서부피그미마모셋
서부피그미마모셋(또는 난쟁이원숭이, Cebuella pygmaea)는 브라질 서부, 콜롬비아 남동부, 에콰도르 동부, 페루 동부의 우림 캐노피가 원산지인 원숭이다. 피그미마모셋은 몸 길이가 14~16 cm(15~20cm의 꼬리 제외)로 가장 작은 영장류 중의 하나이고, 진원류 원숭이에서는 가장 작다. 몸무게는 수컷이 약 140g, 암컷은 불과 약 120g이다.
이름에 "마모셋"라는 명칭이 포함되어 있음에도 불구하고 피그미마모셋은 비단마모셋속(Callithrix)과 미코속(Mico)으로 분류되는 전형적인 마모셋과 약간 다르고, 피그미마모셋속(Cebuella)의 단일 종이다.
이 원숭이의 별명은 주로 "작음"을 의미하고, 2 가지만 예를 들면 "모노 데 볼실로"(mono de bolsillo, "주머니원숭이")와 "레온시토"(leoncito, "작은사자")가 있다.
피그미마모셋은 황갈색 털을 지니고 있으며, 자신의 몸 길이만큼 긴, 고리 모양의 꼬리가 있다. 다른 비단원숭이들과 공통적으로, 엄지발가락을 제외하고 모든 손발가락에 인간의 손발톱이 아닌 고양이의 발톱 형태의 발톱이 있다. 과일과 나뭇잎, 곤충 그리고 때로는 심지어 작은 파충류까지도 먹이로 먹는 잡식성 동물이다. 몸무게가 아주 작기 때문에 매우 높은 나무의 가지까지 오를 수 있으며, 그곳에서 아직 음식으로 덜 이용한 나무를 찾는다. 하지만 먹이의 상당수는, 수액을 찾아 나무를 두드림으로써 나온다. 시간의 3/4이상을 고무질 수액을 채취하기 위해 나무껍질에 구멍을 내는 데 소비한다. 피그미마모셋은 앞니가 발달되어 있어, 나무껍질에 구멍을 낼 수 있다. 이들은 크기가 매우 작고, 움직임이 재빨라서 야생에서 이들을 관찰하기란 매우 어렵다. 